# Arnold Jørgensen
Arnold Svend Aage Jørgensen (født 20. april 1917 i Ansager Sogn, død 1. maj 1945 i Kolding) var en dansk barbermester og frihedskæmper.
Arnolds far var barbermester Alfred Arnold Christlieb Jørgensen (født 6. februar 1884 i Randers), der var gift med Arnolds mor, Johanne Marie (født 6. februar 1895 i Esbjerg). Arnold blev 30. marts 1941 gift med Maja Hansen (født 8. maj 1921 i Vejle).
Arnold Jørgensen gik på Langelinie Skole i Vejle. Han blev udlært som frisør og drev sammen med sin far en barberforretning i Vejle. Under 2. verdenskrig blev han tilknyttet en sabotagegruppe i Vejle.
Den 29. april 1945, seks dage før tyskerne kapitulerede i Danmark, udførte den 28-årige barbermester sammen med 13 andre et sabotageangreb på banelinjen ved den gamle banetunnel fra 1919 ved Hørmølleskoven, Vindingland, lige ned til Vejle Fjords sydlige bred. Tunnelen var bevogtet af fire tyske soldater, og under sabotørernes forsøg på at overmande dem blev en større, nærliggende gruppe tyske soldater alarmeret og kom vagterne til undsætning. Under ildkampen blev Arnold Jørgensen skudt og såret. Han blev ført til den tyske arrest, Staldgården i Kolding, hvor han angiveligt døde den 1. maj 1945. 
Familien kunne trods adskillige eftersøgninger i flere uger ikke  finde liget. Først den 17. maj fandt man efter et tip Arnold Jørgensens lig i et jordhul i et hjørne af Skrydstrup Flyveplads i udkanten af Bevtoft plantage, godt 15 km vest for Haderslev. Han lå her begravet sammen med tre andre, hvoraf to vides at være danske sabotører, der var blevet henrettet af det tyske Gestapo.
Den 21. maj 1945 om eftermiddagen blev Arnold Jørgensens bisat  på Vejles Nordre Kirkegård (IV kv, litra 1D. nr. 2 – 3.) under overværelse af flere mennesker, end kapellet kunne rumme. Kisten var dækket med Dannebrog, og der blev efter salmer, præstens tale og bøn også frembragt mindeord fra sabotagegruppen, soldaterforeningen og den afdødes far, kone og svigerfar. Den 12. august 1945 blev der, i overværelse af 7-800 mennesker, afsløret en mindesten nær det sted, hvor Arnold Jørgensen blev skudt og såret. Stenen blev blandt andet indviet med disse ord:
...Den sten, hvori Arnold Jørgensens navn er indhugget, skal minde om kampen i den ellers så fredfyldte skovkløft. Arnold Jørgensen var en tapper og modig mand, der satte sit liv ind for Danmarks frihed. Ære være hans minde!'.

## Monumenter
- Mindesten på Nordre Kirkegård i Vejle.
- Mindeplade på Langelinie Skole i Vejle.
- Mindesten ved Hørmøllen på Vindingland.